# Edward Cecil
Edward Cecil, vanaf 1601 Sir Edward Cecil (Burghley, Lincolnshire, 29 februari 1572 - 15 november 1638), baron Cecil van Putney, burggraaf Wimbledon, was een Engels legeraanvoerder.
Hij was de derde zoon van Thomas Cecil, 1e graaf van Exeter, en Dorothy Neville. Hij begon zijn militaire loopbaan rond 1596 in de Nederlanden en werd in 1599 benoemd tot kapitein van een compagnie Engelse soldaten te voet. In mei 1600 werd hij benoemd tot commandant van een eenheid te paard, die hij aanvoerde in de Slag bij Nieuwpoort (2 juli 1600) onder Francis Vere. In 1601 leidde hij een corps van duizend man opgericht in Londen ten behoeve van de ontzetting van Oostende, dat op dat moment belegerd werd door Spaanse troepen. Na teruggekeerd te zijn in Engeland, sloeg koningin Elizabeth hem in september 1601 tot ridder. In hetzelfde jaar werd hij ook lid van het lagerhuis voor Aldeburgh.
In het voorjaar van 1602 was hij kolonel van een regiment Engelsen te paard onder prins Maurits en diende in de expeditie naar Brabant en in het beleg van de Brabantse stad Grave. In 1609 werd hij lid van het lagerhuis voor Stamford. In 1610 leidde hij Engelse troepen bestaande uit vierduizend man onder prins Christiaan van Anhalt in het beleg van Gulik van 7-17 juli tot 12-22 augustus. In maart 1620 werd hij uitgezonden, als gevolmachtigde van de prins, als doopgetuige van Hendrik Casimir I van Nassau-Dietz. In 1620 werd hij lid van het lagerhuis voor Chichester en in 1624 voor Dover.
In 1625 leidde hij samen met de hertog van Buckingham een expeditie naar de Spaanse noordkust, die rampzalig zou verlopen. Op de eerste plaats waren koopvaardijschepen gedwongen aan de expeditie deel te nemen, waardoor de kapiteins en bemanning van deze schepen nauwelijks gemotiveerd waren. Daarnaast was het doel van de hele operatie nogal vaag en was er voortdurend sprake van miscommunicatie. Zo kwam het bevel aan twintig koopvaardijschepen om vijf Nederlandse schepen (onder leiding van Willem van Nassau, heer van de Lek) te vergezellen om het fort van Puntales, dat de havenstad Cádiz beschermde, aan te vallen, nooit aan. Ook werden soldaten met veel te weinig proviand het vasteland op gestuurd, zodat ze nauwelijks in staat waren te vechten. Uiteindelijk keerde de vloot zwaar gehavend en zonder buit in december 1625 terug in Engeland.
Het mislukken van de expeditie werd, George Villiers, 1e hertog van Buckingham, op de eerste plaats, en Cecil op de tweede, zwaar aangerekend. Robert Devereux, 3e graaf van Essex, wilde een formele aanklacht tegen Cecil indienen, maar door zijn connecties en zijn categorische ontkenning van elke schuld, werd hij volledig vrijgesproken. Op 9 november 1625, dus tijdens zijn expeditie naar Spanje, werd hij zelfs verheven tot baron Cecil van Putney en op 25 juli 1626 tot burggraaf Wimbledon.
Op 18 december 1626 werd hij aangesteld als luitenant van het graafschap Surrey. In 1627 was hij legeraanvoerder in het Beleg van Grol en in 1629 in dat van 's-Hertogenbosch. Op 30 juli 1630 werd hij benoemd tot gouverneur van Portsmouth, een functie die hij bekleedde tot zijn dood.
Hij trouwde drie maal. Omdat hij vier dochters naliet, allen bij zijn eerste vrouw, Theodosia Noel, stierf zijn titel uit.
Van hem bestaan ten minste twee portretten, waarvan één, geschilderd door Michiel Jansz. van Miereveld (1567-1641) in 1631, in het bezit is van de National Portrait Gallery in Londen.